# Władysław Jougan
Władysław Alojzy Jougan (ur. 14 maja 1855 w Tarnopolu, zm. 21 października 1942 we Lwowie) – polski duchowny katolicki, teolog, historyk Kościoła, autor wielokrotnie wznawianego słownika łacińsko-polskiego.

## Życiorys
Urodził się 14 maja 1855 w Tarnopolu, w rodzinie Ferdynanda i Marii z Gontków. Ukończył w 1874 gimnazjum w Tarnopolu i wydział teologiczny Uniwersytetu Jana Kazimierza we Lwowie w 1878 (w 1888 obronił doktorat teologii). Święcenia kapłańskie przyjął 31 lipca 1878 we Lwowie. Pracował m.in. jako prefekt lwowskiego seminarium duchownego oraz kaznodzieja III Gimnazjum im. Franciszka Józefa. W 1901 habilitował się z historii i teorii wymowy kościelnej, w 1902 został profesorem na Wydziale Teologii Uniwersytetu Lwowskiego; pełnił funkcję dziekana tego wydziału w latach 1906–1907, ale już w 1908 odszedł na emeryturę. W latach 1908–1930 był asesorem duchownego sądu małżeńskiego.
Działał w wielu lwowskich organizacjach kościelnych i katolickich. Był m.in. założycielem i prezesem Związku Katechetów, współzałożycielem i wiceprezesem Towarzystwa Wzajemnej Pomocy Kapłanów, kuratorem Towarzystwa Rękodzielników „Skała”. Był redaktorem lub współpracownikiem: „Gazety Kościelnej”, „Wiadomości Kościelnych”, „Tygodnika Katolickiego”, publikował także artykuły okolicznościowe, sprawozdania i recenzje w „Przeglądzie Powszechnym”, „Ateneum Kapłańskim” i „Szkole”.

## Wybrane prace
- O nadzorze domowym nad młodzieżą szkolną (1889)
- W sprawie refomy nauki religii w szkole średniej (1891)
- Kilka uwag o religijnym wychowaniu młodzieży szkolnej (1892)
- Historia Kościoła Katolickiego (6 wyd. 1895–1925)
- Liturgika (10 wyd. 1895–1926)
- Religia przy egzaminie dojrzałości (1897)
- Dogmatyka ogólna (1898)
- Constitutum Constantini: studyum historyczno-egzegetyczne (1899)
- O kazaniach karcących (1900)
- Tło homiletyczne w kazaniach Ks. Skargi (1901)
- Znaczenie Birkowskiego w homiletyce (1901)
- Dogmatyka szczególowa (3 wyd. 1901–1918)
- Homilie polskie (1902)
- O kazaniach jubileuszowych polskich (1902)
- Nauki katechizmowe w Polsce (1903)
- X. Antoni Węgrzynowicz jako kaznodzieja mariologiczny (1906)
- X. Prymas Woronicz, cz.1: Życie i pisma Woronicza; cz. 2: Woronicz jako homileta (1908)
- Nasze kazania zbiorowe (1911)
- Kancelaria parafialna (1912)
- Edykt mediolański (1913)
- Wrażenia z pobytu w Pradze (1916)
- Podręcznik teologii pasterskiej (1917)
- Kazania rekolekcyjne i pasyjne (1936)
- Zdrowaś Maria (1937)
- Pokłosie pastoralne (1938)
- Słownik kościelny łacińsko-polski (1938) OCLC 833591422
  - Wydanie 2. (1948) OCLC 644416061
  - Wydanie 3. (1958) OCLC 830239664
  - Wydanie 4. (1992) ISBN 83-85706-00-3, OCLC 749390449
  - Wydanie 5. (2013) ISBN 83-257-0542-6, OCLC 848219391
  - Wydanie 6. (2021) ISBN 978-83-257-0542-8[2]